# Нікулін Антон Володимирович
Анто́н Володи́мирович Ніку́лін (2 квітня 1982 року) — заслужений тренер України (2016), майстер спорту України міжнародного класу (2003), заслужений працівник фізичної культури і спорту України (2019).

## Життєпис
Народився 1982 року в місті Дауґавпілс (Латвія). 2004-го закінчив Львівський державний інститут фізичної культури і спорту (тепер — Львівський державний університет фізичної культури імені Івана Боберського; спеціалізація «олімпійський і професійний спорт», кваліфікація тренер-викладач.
Від 2004-го — старший тренер клубу «Юніон».
З 2007 року — працівник збройних сил України; тренер Навчально-спортивної бази літніх видів спорту МОУ.
Від 2012 до 2021 року — старший тренер збірної команди України з карате.
В 2014—2016 роках — директор Дитячо-юнацької спортивної школи людей з інвалідністю «Галичина».
Від травня 2017 року дотепер — начальник управління спорту Львівської міської ради.

## Спортивна діяльність
2003 рік ‐ Майстер спорту України міжнародного класу
2016 рік ‐ Заслужений тренер України
2019 рік ‐ Заслужений працівник фізичної культури і спорту України
2021 рік — учасник Олімпійських Ігор в Токіо-2020, як головний тренер збірної України з карате. З цієї Олімпіади збірна України повернулася з двома медалями — сріблом Анджеліки Терлюги та бронзою Станіслава Горуни.
Серед вихованців — Станіслав Горуна, Галина Мельник, Василь Козак, Анастасія Мястковська, Ілля Нікулін, Денис Копитко, Соломія Кміть, Діана Шостак, Вікторія Ващишин.

## Професійна діяльність
За час роботи на посаді начальника управління спорту Львівської міської ради (від 2017 року) Антон Нікулін разом з командою запустили багато програм та проєктів для розвитку спорту у регіоні.
Програми:
-        Реформування Дитячо-юнацьких спортивних шкіл та їх перейменування на честь видатних спортсменів та тренерів
-        Фінансова підтримки громадських організації на проведення спортивних заходів
-        Закупівля спортивної форми та спортивного інвентарю для громадських організацій спортивного спрямування
-        Програма стипендій для претендентів на участь у Літніх і Зимових Олімпійських та Паралімпійських Іграх
-        Дитячий тренер
-        Відкриті кубки Львова
-        Спортивно-іміджеві проєкти
-        Програми щодо адаптації вуличної спортивної інфраструктури для людей з інвалідністю та підтримки ветеранського спорту
Проєкти:
-        Lviv Olympic Space — унікальна олімпійська фан-зона на час проведення Олімпійських Ігор у Токіо-2020
-        Ігри Нескорені 2023 –  національний відбір збірної, яка представляла Україну на Іграх Нескорених 2023 у німецькому місті Дюссельдорф
-        Шкільні ліги — спортивні змагання серед учнів закладів загальної середньої освіти Львівської міської територіальної громади, розроблені відповідно до світового та європейського досвіду функціонування подібних заходів

## Державні нагороди
- Орден «За заслуги» III ст. (16 серпня 2021) — за значний особистий внесок у розвиток олімпійського руху, підготовку спортсменів міжнародного класу, забезпечення високих спортивних результатів національною олімпійською збірною командою України на XXXII літніх Олімпійських іграх.[2]

## Відомі підопічні
- Станіслав Горуна — призер Олімпійських ігор 2020, чемпіона і призер Європейських ігор, Всесвітніх ігор, чемпіонатів світу, Єврропи та інших змагань.
- Василь Козак — чемпіон України, учасник російсько-української війни, Герой України.